# 1996년 1월
| 1996년: 1월 · 2월 · 3월 · 4월 · 5월 · 6월 · 7월 · 8월 · 9월 · 10월 · 11월 · 12월 |

| <          | 1996년 1월   | 1996년 1월 | 1996년 1월 | 1996년 1월 | 1996년 1월 | >            |
| 일         | 월           | 화         | 수         | 목         | 금         | 토           |
|            | 1 11.11 정유 | 2 12 무술  | 3 13 기해  | 4 14 경자  | 5 15 신축  | 6 16 임인    |
| 7 17 계묘  | 8 18 갑진    | 9 19 을사  | 10 20 병오 | 11 21 정미 | 12 22 무신 | 13 23 기유   |
| 14 24 경술 | 15 25 신해   | 16 26 임자 | 17 27 계축 | 18 28 갑인 | 19 29 을묘 | 20 12.1 병진 |
| 21 2 정사  | 22 3 무오    | 23 4 기미  | 24 5 경신  | 25 6 신유  | 26 7 임술  | 27 8 계해    |
| 28 9 갑자  | 29 10 을축   | 30 11 병인 | 31 12 정묘 |            |            |              |

| - 1월 7일 - 백석 - 1월 6일 - 김광석 - 1월 1일 - 서지원 편집하기 |

## 1996년1월 31일
- 서태지와 아이들이 공식 해체하다.

## 1996년1월 30일
- 서울 지하철 3호선 일산선 연장 구간(지축~대화)이 개통되다.

## 1996년1월 14일
- 무궁화 2호가 발사되다.